# Piękna i Bestia (film 2017)
Piękna i Bestia (ang. Beauty and the Beast) – amerykański film w reżyserii Billa Condona ze scenariuszem Stephena Chbosky’ego i Evana Spiliotopoulosa z 2017 roku. Został wyprodukowany przez Walt Disney Pictures i Mandeville Films, film jest aktorskim remakiem animowanego filmu Disneya z 1991 roku o tym samym tytule, który z kolei jest adaptacją baśni Jeanne-Marie Leprince de Beaumont. W filmie wystąpili Emma Watson w roli Belli i Dan Stevens w roli Bestii.
Prapremiera filmu odbyła się 23 lutego 2017 roku w Londynie, a oficjalna premiera odbyła się  17 marca 2017 roku.

## Fabuła
W XVIII-wiecznej Francji żyje okrutny i samolubny książę. Podczas wystawnego balu odmawia schronienia przed burzą starej żebraczce oferującej mu zaczarowaną różę. Żebraczka będąca piękną czarodziejką ujawnia swoją prawdziwą tożsamość i za karę przemienia księcia w przerażającą bestię, a jego służących w przedmioty gospodarstwa domowego. Wymazuje także pamięć o nich ze wspomnień ich bliskich i wszystkich innych z pobliskiej wsi Villeneuve. Ostrzega księcia, że zaklęcie zostanie złamane tylko wtedy, gdy ten nauczy się kochać innych i być kochanym, nim opadnie ostatni płatek róży, w przeciwnym razie na zawsze pozostanie Bestią.
Mija kilka lat. W Villeneuve mieszka Bella, córka paryskiego majsterkowicza Maurycego. Wyróżniająca się na tle reszty wsi swym zamiłowaniem do książek i wzgardzana przez jej próby wprowadzenia postępu dziewczyna marzy o przygodach i podróżach. Stara się unikać wielbionego przez mieszkańców Gastona, bohatera wojennego i lokalnego myśliwego, chcącego się z nią ożenić wyłącznie dla swego prestiżu. Pewnego razu Maurycy wyjeżdża na targ. Błądząc wśród leśnych ostępów trafia do uwięzionego w wiecznej zimie ponurego zamku, gdzie więzi go Bestia, za to że Maurycy w ramach prezentu dla Belli chciał zerwać z jego ogrodu różę podarowaną przez czarodziejkę. Tymczasem Gaston chce przekonać Bellę do ślubu, która zniesmaczona myślą o byciu jego żoną odrzuca jego zaloty.
Do domu Belli powraca tylko Filip, koń Maurycego. Bella widząc przestraszone zwierzę i niepokojąc się o los ojca postanawia go odszukać. Dociera do zamku Bestii i w zamian za wolność ojca, proponuje zajęcie jego miejsca. Zapewnia Maurycego, że znajdzie sposób ucieczki. Bestia spełnia prośbę i brutalnie wypędza Maurycego. Bella zaprzyjaźnia się ze sługami Bestii – kandelabrem Płomykiem, zegarem Trybikiem, czajnikiem panią Imbryk i jej synem-filiżanką Bryczkiem, szafą Madame de Garderobe i jej mężem klawesynem Cadenzą, którzy opowiadają o klątwie ich pana. Zaznaczają, że Belli nie wolno wchodzić do zachodniego skrzydła zamku.
W tawernie Gaston, czując się odrzucony przez Bellę, jest pocieszany przez swego pomocnika Le Fou i wieśniaków. Nagle do tawerny wpada Maurycy mówiąc o bestii, jednak nikt mu nie wierzy. Gaston i Le Fou wyruszają z nim, by pomóc ratować Bellę, lecz dla Gastona to tylko pretekst do poślubienia Belli. Tymczasem gdy Bella wędruje do zachodniego skrzydła i znajduje różę, Bestia przyłapuje ją i ze złością wypędza. Bella decyduje się uciec z zamku. W lesie zostaje zaatakowana przez watahę wilków, ale przybyły Bestia ratuje ją zostając przy tym ranny. Bella rezygnując z ucieczki wraca z nim do zamku i leczy jego rany. Maurycy zaś, odkrywszy prawdziwy motyw Gastona, zostaje przez niego ogłuszony i pozostawiony w lesie na pożarcie wilkom. Ratuje go Agata, miejscowa pustelniczka.
Słudzy Bestii mówią, że klątwa ich objęła za niepowstrzymanie jego ojca, złego króla przed wychowaniem syna na swój obraz i uczyni ich nieożywionym sprzętem. Bestia widząc miłość Belli do literatury, prezentuje jej swoją gigantyczną bibliotekę. Gdy mija czas, rodzi się uczucie między Bellą a Bestią. Bella z pomocą magicznej księgi, dowiaduje się, że opuściła rodzinny Paryż po śmierci jej matki na dżumę. Chce poznać los jej ojca i dzięki magicznemu lusterku Bestii widzi, jak Gaston by ukryć próbę zabójstwa przekonuje mieszkańców do wtrącenia Maurycego do szpitala dla obłąkanych. Bestia niechętnie zwraca Belli wolność, by mogła ocalić ojca i daje jej lusterko na pamiątkę. Jego słudzy domyślają, że zaprzepaścił szansę na złamanie klątwy z miłości do Belli. W ostatniej chwili Bella zjawia się w Villeneuve.
Bella używa lusterka, aby pokazać Bestię mieszkańcom, udowadniając zdrowie psychiczne jej ojca. Widząc, że ona kocha Bestię, zazdrosny Gaston podburza ludzi, aby pomogli mu zabić konkurenta i więzi Bellę z Maurycym w karetce. Maurycy dzięki ślusarskim zdolnościom uwalnia oboje. Słudzy zamku skutecznie odpierają szturm wieśniaków, lecz Gaston atakuje Bestię zbyt przygnębionego odejściem Belli, by walczyć. Bestia odzyskuje ducha walki, widząc powrót Belli i pokonuje Gastona, ale oszczędza mu życie. Gdy ponownie łączy się z Bellą zostaje śmiertelnie postrzelony przez Gastona, który ginie spadając z rozwalającego się mostu. Gdy opada ostatni płatek róży, Bestia umiera w ramionach Belli, a słudzy tracą jestestwo. Gdy Bella wyznaje mu swoją miłość, Agata będąca przebraną czarodziejką cofa zaklęcie, ożywiając Bestię i przywracając jemu i jego sługom ludzką postać, zjednoczonymi z bliskimi z Villeneuve, a zamkowi dawny wygląd. Książę i Bella świętują organizując wesele na uroczystym balu.

## Obsada
| Rola | Aktor               | Polski dubbing         |
| --- | ------------------- | ---------------------- |
| Bella | Emma Watson         | Olga Kalicka (dialogi) |
| Bella | Emma Watson         | Sylwia Banasik (śpiew) |
| Bestia / Książę | Dan Stevens         | Kamil Kula (dialogi)   |
| Bestia / Książę | Dan Stevens         | Hubert Zapiór (śpiew)  |
| Gaston | Luke Evans          | Damian Aleksander      |
| Płomyk | Ewan McGregor       | Jacek Bończyk          |
| Trybik | Ian McKellen        | Marian Opania          |
| pani Imbryk | Emma Thompson       | Ewa Konstancja Bułhak  |
| Maurycy | Kevin Kline         | Krzysztof Dracz        |
| Le Fou | Josh Gad            | Paweł Aigner           |
| Madame de Garderobe | Audra McDonald      | Małgorzata Walewska    |
| Cadenza | Stanley Tucci       | Mieczysław Morański    |
| Puf Puf | Gugu Mbatha-Raw     | Ewa Prus               |
| Bryczek | Nathan Mack         | Antoni Tyszkiewicz     |
| Agata / Czarodziejka | Hattie Morahan      | Danuta Stenka          |
| pan Imbryk | Gerard Horan        | Henryk Niebudek        |
| Clothilde | Haydn Gwynne        | Agnieszka Matysiak     |
| Ojciec Robert | Ray Fearon          | Jacek Król             |
| dyrektor szkoły | Chris Andrew Mellon | Andrzej Chudy          |
| kucharz | Clive Rowe          | Andrzej Chudy          |
| Chapeau | Thomas Padden       | Paweł Ciołkosz         |
| Wiejskie Panienki | Sophie Reid         | Anna Frankowska        |
| Wiejskie Panienki | Rafaëlle Cohen      | Renia Gosławska        |
| Wiejskie Panienki | Carla Nella         | Olga Szomańska         |
| Stanley | Alexis Loizon       | Marcin Januszkiewicz   |
| Dick | Dean Street         | Tomasz Borkowski       |
| Tom | Jimmy Johnston      | Janusz Wituch          |
| pan D’Arque | Adrian Schiller     | brak danych            |
| król | Henry Garrett       | –                      |
| królowa | Harriet Jones       | –                      |
| matka Belli | Zoe Rainey          | Brygida Turowska       |
| Opracowanie wersji polskiej: SDI Media Polska Reżyseria: Artur Tyszkiewicz Dialogi: Jan Wecsile Teksty piosenek: Marcin Sosnowski, Michał Wojnarowski Kierownictwo muzyczne: Agnieszka Tomicka |                     |                        |

## Produkcja

### Przygotowania i scenariusz
W 2009 roku The Walt Disney Company rozpoczęła przygotowania do aktorskiego remake’u swego filmu animowanego Piękna i Bestia (1991). Za podstawę miała służyć musicalowa adaptacja na Broadway z 1994 roku i uczestniczyć miał Alan Menken, który stworzył muzykę do animowanego oryginału. Dwa lata później projekt został anulowany. 
W kwietniu 2014 roku wznowiono prace na aktorską wersją Pięknej i Bestii na fali aktorskich remake’ów animowanych filmów Walt Disney Productions produkowanych w owym czasie. Dwa miesiące później Bill Condon został zatrudniony jako reżyser, a Evan Spiliotopoulos jako scenarzysta, produkcją zaś zajęła się wytwórnia Mandeville Films. Pierwotnie film miał odbiegać od animacji i być zbliżony stylem Królewny Śnieżki i Łowcy Universal Pictures. Jak wspominał dyrektor ds. produkcji Walt Disney Pictures, Sean Bailey: „Pracowaliśmy nad tym przez pięć czy sześć lat i (...) Piękna była poważnym projektem dramatycznym, a scenariusze napisano tak, by to odzwierciedlić. W tamtym czasie nie był to musical”. Jednak sukces Krainy lodu uświadomił korporacji, że wciąż jest zapotrzebowanie u międzynarodowej publiczności na klasyczny musical i prezes Walt Disney Studios, Alan F. Horn podjął decyzję, by remake tak jak oryginał był musicalem: „Zdaliśmy sobie sprawę, że w piosenkach jest przewaga konkurencyjna. Co jest złego w sprawianiu, by dorośli znów czuli się jak dzieci?”.
We wrześniu 2014 roku jako dodatkowy scenarzysta został zatrudniony Stephen Chbosky, który starał się uczynić Bellę wzorem osobowym po tym jak obejrzał córką filmy Disneya skupiające się na księżniczkach: „Kiedy podjąłem się tego projektu, ojciec mojej żony miał wylew i pojechali do New Jersey, żeby postawić go na nogi. (...) W ciągu tych ośmiu miesięcy obserwowałem wszystkie te filmy o księżniczkach z moją córką. Kiedy zobaczyłem ich jej oczami i jej doświadczeniem, stało się to dla mnie bardzo głębokie i osobiste. Zdałem sobie sprawę, jak potężne były te wzorce do naśladowania, jak bardzo ona chciała być jak Bella i ubierać się jak Ariel”. Spiliotopoulos i Chbosky położyli większy nacisk na oddanie realiów historycznych: „Jest koniec stuletniej wojny, więc Gaston był żołnierzem. Analfabetyzm wśród kobiet wynosi 80%, więc Bella uczy dziewczynki czytać. Kiedy je umocujesz i uczynisz częścią kontekstu historycznego, umocujesz je w rzeczywistości”. W związku z żołnierską przeszłością Gastona dano mu zespół stresu pourazowego. Dodano również przeszłość zmarłej matki Belli, decydując na wątek epidemii dżumy chcąc zawrzeć wierność epoce. W pierwotnym scenariuszu końcowy los Gastona miał być zupełnie inny. Miał przeżyć, jednak Czarodziejka za karę zmieniła go w nową bestię.
W styczniu 2015 roku angielska aktorka Emma Watson ogłosiła, że zagra rolę Belli. Była pierwszym i finalnym wyborem Alana F. Horna, który wcześniej jako dyrektor operacyjny Warner Bros. pracował z nią przy serii filmów o Harrym Potterze, w których Watson zagrała Hermionę Granger. Susan Egan, która wcieliła się w rolę Belli w broadwayowskim musicalu, skomentowała wybór Watson jako „doskonały”. Paige O’Hara, która użyczyła głosu Belli w oryginalnym filmie animowanym i jego sequelach, również pozytywnie skomentowała jej wybór do roli głównej bohaterki, a także zaoferowała pomoc Watson w lekcjach śpiewu. Watson mówiła, ile Bella znaczyła dla niej jako młodej dziewczyny: „Kiedy coś tak bardzo kochasz, naprawdę chcesz oddać temu sprawiedliwość”.
Zwiększono nacisk na bardziej aktywną rolę Belli: „Starałam się dać mojej córce radę: Jeśli bestia cię porwie, lepiej nie płacz. Spróbuj uciec. Również coś, na co pozwolili mi David [Hoberman] i Bill Condon. Tak bardzo chciałem, żeby uciekła przez podarcie sukni [by użyć jej jako liny]” – wspominał Chbosky na TheWrap’s Awards Screening Series w Los Angeles. Duży udział w kreowaniu Belli miała Emma Watson, która chciała zawrzeć feministyczne i bardziej progresywne wątki: „Pomyślałam sobie: »W pierwszym ujęciu w filmie nie można ukazać Belli wychodzącej z tego cichego miasteczka, niosącej kosz z białą serwetką w środku. Musimy coś przyspieszyć!«”. Postanowiono by Bella, która w animowanym oryginale była asystentką swojego ojca-wynalazcy, sama stała się samodzielną twórczynią. W filmie opracowała „nowoczesną pralkę, która pozwala jej siedzieć i czytać. ” Watson współpracowała z projektantką kostiumów Jacqueline Durran, aby dodać do jej stroju kieszenie, które „przypominają pasek na narzędzia”.
Zawarto scenę, gdzie pralka Belli zostaje zniszczona przez nieprzychylnych jej mieszkańców wsi, którym nie podoba jej światłe myślenie: „Uważają, że kobiety nie powinny czytać i to idzie dalej. Są głęboko podejrzliwi wobec inteligencji. Zniszczenie pralki symbolizuje nie tylko to, że zniszczyli coś, nad czym pracowała godzinami, ale naprawdę próbowali złamać jej ducha, popchnąć ją i uformować w bardziej »akceptowalną« wersję nich samych” – powiedziała Watson dla czasopisma „Entertainment Weekly”.

### Casting
W marcu 2015 roku, poinformowano, że brytyjscy aktorzy Luke Evans i Dan Stevens wcielą się odpowiednio w role Gastona i Bestii. Reszta głównej obsady – Josh Gad, Emma Thompson, Kevin Kline, Audra McDonald, Ian McKellen, Gugu Mbatha-Raw, Ewan McGregor i Stanley Tucci – została ogłoszona między marcem a kwietniem tego samego roku.

### Realizacja
Zdjęcia do filmu rozpoczęto w Shepperton Studios w Surrey 18 maja 2015 roku. Kręcenie scen z główną obsadą zakończono 21 sierpnia. Sześć dni później jeden z producentów, Jack Morrissey, potwierdził, że oficjalnie zakończono kręcenie ujęć do filmu.
Pierwotnie jak w wersji animowanej Bella podczas jazdy konnej miała mieć jedwabne pantofle, jednak Watson uważała, że nie pasuje do koncepcji: „Oryginalne szkice przedstawiały ją [Bellę] w baletkach, które są urocze – nie zrozumcie mnie źle – ale nie będzie w stanie zrobić niczego szczególnie przydatnego w baletkach pośrodku francuskiej prowincjonalnej wioski”.

### Muzyka
Condon początkowo planował jedynie zaczerpnąć inspirację ze ścieżki dźwiękowej oryginalnego filmu, ale chciał również włączyć większość piosenek Alana Menkena i Howarda Ashmana z broadwayowskiego musicalu z zamiarem realizacji filmu jako „prostego, live-action i wysokobudżetowego filmu muzycznego”. Menken powrócił, aby skomponować muzykę do filmu, w którym znalazły się utwory z oryginalnej animacji jego autorstwa oraz Ashmana, a także nowy materiał napisany przez Menkena i Tima Rice’a. Ostatecznie nie wykorzystano piosenek napisanych do musicalu, a zamiast tego skomponowano cztery nowe utwory. Niektóre utwory zawierały niewykorzystane teksty Ashmana, które ostatecznie zostały wycięte z wersji animowanej.
Cover utworu „Beauty and the Beast” w wykonaniu Céline Dion i Peabo Brysona zaśpiewali Ariana Grande i John Legend.

#### Lista utworów
Wszystkie utwory zostały skomponowane przez Alana Menkena.
| Nr  | Tytuł utworu                                  | Tytuł polskiego wydania                       | Wykonawcy                                                                                            | Długość |
| --- | --------------------------------------------- | --------------------------------------------- | --- | ------- |
| 1.  | „Overture” (Score)                            | Uwertura                                      | Alan Menken                                                                                          | 3:05    |
| 2.  | „Main Title: Prologue Pt. 1”                  | Napisy początkowe: Prolog, Cz. 1              | Hattie Morahan (narracja)                                                                            | 0:42    |
| 3.  | „Aria”                                        | Aria                                          | Audra McDonald                                                                                       | 1:02    |
| 4.  | „Main Title: Prologue Pt. 2”                  | Napisy początkowe: Prolog Cz. 2               | Hattie Morahan (narracja)                                                                            | 2:21    |
| 5.  | „Belle”                                       | Bella                                         | Emma Watson, Luke Evans, Ensemble                                                                    | 5:33    |
| 6.  | „How Does a Moment Last Forever (Music Box)”  | Jak może chwila trwać na zawsze? (pozytywka)  | Kevin Kline                                                                                          | 1:03    |
| 7.  | „Belle (Reprise)”                             | Bella (repryza)                               | Watson                                                                                               | 1:15    |
| 8.  | „Gaston”                                      | Gaston                                        | Evans, Josh Gad, Ensemble                                                                            | 4:25    |
| 9.  | „Be Our Guest”                                | Gościem bądź                                  | Ewan McGregor, Emma Thompson, Gugu Mbatha-Raw and Ian McKellen                                       | 4:48    |
| 10. | „Days in the Sun”                             | Słońca dni                                    | Adam Mitchell, Stanley Tucci, McGregor, Mbatha-Raw, Thompson, McDonald, Watson, McKellen, Clive Rowe | 2:40    |
| 11. | „Something There”                             | Coś                                           | Watson, Dan Stevens, Thompson, Nathan Mack, McKellen, McGregor, Mbatha-Raw                           | 2:54    |
| 12. | „How Does a Moment Last Forever (Montmartre)” | Jak może chwila trwać na zawsze? (Montmartre) | Watson                                                                                               | 1:55    |
| 13. | „Beauty and the Beast”                        | Piękna i bestia                               | Thompson                                                                                             | 3:19    |
| 14. | „Evermore”                                    | Aż po zmierzch                                | Stevens                                                                                              | 3:14    |
| 15. | „The Mob Song”                                | Bestii – śmierć!                              | Evans, Gad, Ensemble, Thompson, McKellen, Tucci, Mack, Mbatha-Raw, McGregor                          | 2:28    |
| 16. | „Beauty and the Beast (Finale)”               | Piękna i bestia (finał)                       | McDonald, Thompson, Ensemble                                                                         | 2:14    |
| 17. | „How Does a Moment Last Forever”              | How Does a Moment Last Forever                | Céline Dion                                                                                          | 3:37    |
| 18. | „Beauty and the Beast”                        | Beauty And The Beast                          | Ariana Grande & John Legend                                                                          | 3:47    |
| 19. | „Evermore”                                    | Evermore                                      | Josh Groban                                                                                          | 3:09    |
|     |                                               |                                               | | 53:31   |

## Odbiór

### Box office
Z dniem 16 czerwca 2017 roku film Piękna i Bestia zarobił 504,014 mln dolarów w Stanach Zjednoczonych i Kanadzie, a 759,507 mln dolarów na innych terytoriach na całym świecie; łącznie 1,263521 mld dolarów.
W Polsce w premierowym weekendzie otwarcia film obejrzało ponad 230 tys. osób, zarobił 3 901 714 dolarów (z dniem 9 kwietnia 2017).

### Krytyka w mediach
W serwisie Rotten Tomatoes średnia ocen wyniosła 71% ze średnią oceną 6,6 na 10. Na portalu Metacritic średnia ocen wyniosła 65 punktów na 100. „Kiedy skończyłam film, poczułam się, jakbym przeszła przemianę w kobietę na ekranie” — mówi. Belle jest „absolutnie księżniczką Disneya, ale nie jest bierną postacią – jest odpowiedzialna za własne przeznaczenie”.

### Ograniczenia dystrybucji
Z uwagi na zawarte w filmie wątki homoseksualne film został w niektórych krajach ocenzurowany. W Rosji usunięto sceny homoseksualne i przyznano kategorię od lat 16. Film ocenzurowano także w Malezji. Bojkot dzieła zadeklarowało ponad 100 tysięcy Amerykanów (lato 2017).

## Kontrowersje
Bill Condon wyjawił dla magazynu „Attitude”, że w tej wersji Le Fou jest gejem, tym samym będąc pierwszą jawną postacią LGBT w historii Walt Disney Pictures. Fakt ten spotkał się zarówno z pozytywną jak i negatywną krytyką, a niektóre kina, jak np. w Henagar, ogłosiły niewyświetlanie filmu ze względu na ten wątek poboczny. W Rosji Witalij Milonow nakłaniał ministra kultury, aby ten zabronił wyświetlać film, ale ostatecznie osoby powyżej 16 roku życia mogły go obejrzeć (dzieci poniżej 16 roku życia wraz z towarzyszącymi osobami dorosłymi).
Później film otrzymał krytykę za przedstawienie homoseksualizmu Le Fou, który w praktyce okazał się ambiwalentny i ograniczył się do ledwie zauważalnego momentu, oraz służył jedynie jako wabik marketingowy dla publiczności LGBT. Także Josh Gad, grający Le Fou, skrytykował zbyt zachowawczy sposób ukazania homoseksualizmu w filmie i uważał, że jego postać tak naprawdę nie była gejem.
Linda Woolverton będąca scenarzystką oryginalnej animacji skomentowała wybór Le Fou jako homoseksualisty, mówiąc że w jej scenariuszu był wyłącznie „lizusem” i nigdy nie miał być zakochanym w Gastonie.

## Nagrody i nominacje
| Rok  | Nagroda                                                      | Kategoria                         | Nominowani                     | Wynik     | Źródło |
| ---- | ------------------------------------------------------------ | --------------------------------- | ------------------------------ | --------- | ------ |
| 2017 | Teen Choice Awards                                           | Ulubiony film fantasy             | Piękna i Bestia                | Wygrana   | [ 51 ] |
| 2017 | Teen Choice Awards                                           | Ulubiona aktorka w filmie fantasy | Emma Watson                    | Wygrana   | [ 51 ] |
| 2017 | Teen Choice Awards                                           | Ulubiony czarny charakter         | Luke Evans                     | Wygrana   | [ 51 ] |
| 2017 | Teen Choice Awards                                           | Ulubiony pocałunek                | Dan Stevens, Emma Watson       | Wygrana   | [ 51 ] |
| 2017 | Teen Choice Awards                                           | Ulubiony związek w opinii fanów   | Dan Stevens, Emma Watson       | Wygrana   | [ 51 ] |
| 2017 | Teen Choice Awards                                           | Ulubiony aktor w filmie fantasy   | Dan Stevens                    | Nominacja | [ 51 ] |
| 2017 | Teen Choice Awards                                           | Najlepszy wybuch złości           | Dan Stevens                    | Nominacja | [ 51 ] |
| 2017 | Teen Choice Awards                                           | Najlepszy wybuch złości           | Luke Evans                     | Nominacja | [ 51 ] |
| 2017 | Teen Choice Awards                                           | Ulubiona postać kradnąca sceny    | Josh Gad                       | Nominacja | [ 51 ] |
| 2018 | 90. ceremonia wręczenia Oscarów                              | Najlepsza scenografia             | Katie Spencer, Sarah Greenwood | Nominacja | [ 51 ] |
| 2018 | 90. ceremonia wręczenia Oscarów                              | Najlepsze kostiumy                | Jacqueline Durran              | Nominacja | [ 51 ] |
| 2018 | 71. ceremonia wręczenia nagród Brytyjskiej Akademii Filmowej | Najlepsza scenografia             | Katie Spencer, Sarah Greenwood | Nominacja | [ 51 ] |
| 2018 | 71. ceremonia wręczenia nagród Brytyjskiej Akademii Filmowej | Najlepsze kostiumy                | Jacqueline Durran              | Nominacja | [ 51 ] |
| 2018 | Saturn                                                       | Najlepszy film fantasy            | Piękna i Bestia                | Nominacja | [ 51 ] |
| 2018 | Saturn                                                       | Najlepsza aktorka                 | Emma Watson                    | Nominacja | [ 51 ] |
| 2018 | Saturn                                                       | Najlepsza scenografia             | Sarah Greenwood                | Nominacja | [ 51 ] |
| 2018 | Saturn                                                       | Najlepsze kostiumy                | Jacqueline Durran              | Wygrana   | [ 51 ] |
| 2018 | 23. ceremonia wręczenia Satelitów                            | Najlepsze kostiumy                | Jacqueline Durran              | Nominacja | [ 51 ] |
| 2018 | Nickelodeon Kids’ Choice Awards 2018                         | Ulubiony film                     | Piękna i Bestia                | Nominacja | [ 51 ] |
| 2018 | Nickelodeon Kids’ Choice Awards 2018                         | Ulubiona aktorka filmowa          | Emma Watson                    | Nominacja | [ 51 ] |

## Kontynuacje
Krótko po premierze filmu, Sean Bailey powiedział, że Walt Disney Pictures planuje "eksplorować scenariusze potencjalnych spin-offów i prequeli" dla swych produkcji, w tym aktorskiej Pięknej i Bestii. Zarówno Emma Watson, jak i Dan Stevens wyrazili chęć powtórzenia swych ról w potencjalnych kontynuacjach filmu. Evan Spiliotopoulos powiedział dla portalu The Wrap, że oryginalne zakończenie scenariuszu miało być furtką do kontynuacji.
W marcu 2020 roku ABC Signature Studios ogłosiło miniserial o Gastonie i LeFou dla platformy Disney+, stanowiący prequel Pięknej i Bestii, gdzie swe role mieli powtórzyć Luke Evans i Josh Gad. Producentami, scenarzystami oraz showrunnerami serialu zostali Gad, Adam Horowitz oraz Edward Kitsis, a Alan Menken kompozytorem. Akcja miała skupiać się na losach LeFou, Gastona i jego przyrodniej siostry Tilly granej przez Brianę Middleton. Latem ujawniono tytuł serialu jako Little Town. Reżyserką pilotowego odcinka miała być Liesl Tommy, a teksty piosenek do pierwszego odcinka napisał Glenn Slater. Jednak w lutym 2022 roku ogłoszono zawieszenie produkcji z powodów niedostatecznej jakości scenariusza.